# Salomon Savery

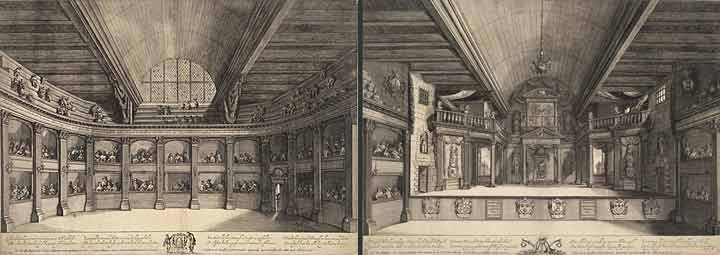
kopergravure interieur van de schouwburg van Van Campen

Salomon Savery (Amsterdam, 1594 – na 6 november 1666) was een Nederlands graveur en kunstschilder.
Salomon stamt uit de uit Vlaanderen afkomstige kunstenaarsfamilie Savery. Hij was een zoon van de kunstschilder Jacob Maertensz Savery. Savery tekende en etste onder meer landschappen, herinneringsprenten en portretten. Bekend van hem is bijvoorbeeld een schilderij uit 1631 van het Beleg van 's-Hertogenbosch. Hij maakte een aantal keren een prent naar een schilderij van Rembrandt van Rijn. Savery graveerde de titelprenten bij enkele toneelstukken van Joost van den Vondel en vervaardigde 12 prenten voor de in 1657 verschenen vertaling van Don Quichotte van Miguel de Cervantes. 
- Art Gallery of South Australia: 8835
- Biblioteca Nacional de España: XX1483391
- Bibliothèque nationale de France: cb15377085q (data)
- Biografisch Portaal: 21551032
- Stuttgart Database of Scientific Illustrators 1450–1950: 2354
- Gemeinsame Normdatei: 12904363X
- International Standard Name Identifier: 0000 0000 5543 486X
- KulturNav: d9d90a65-7b33-4e46-a92d-4385900719e6
- Library of Congress Control Number: n89665529
- Nationale Bibliotheek van Tsjechië: ola2013799435
- Nederlandse Thesaurus van Auteursnamen: 089377656
- RKD-Nederlands Instituut voor Kunstgeschiedenis: 69912
- Union List of Artist Names: 500030458
- Virtual International Authority File: 95869464